# Consequence
Consequence (раніше — Consequence of Sound) — американський музичний сайт, що публікує новини, огляди альбомів та концертів, редакційні статті. Крім того, він включає в себе мікросайт Festival Outlook, який слугує онлайновою базою даних для новин та чуток про музичні фестивалі. У 2011 році був відкритий відеоканал під назвою Cluster 1. Сайт був названий на честь однойменної пісні Регіни Спектор.
Сайт був створений у вересні 2007 року Алексом Янгом (зараз він обіймає посаду CEO та видавця сайту) і останнім часом його штат налічує більше 50 авторів, редакторів, дизайнерів та фотографів.
Consequence входить до списку найвпливовіших музичних сайтів за версією Technorati. CoS також є одним з 40 сайтів, які становлять Complex Media Network — розраховану на чоловічу аудиторію онлайнову мережу рекламних агентств, засновану журналом Complex. В 2010 році About.com назвав Consequence of Sound найкращим музичним блогом року. Рецензії сайту враховуються на Metacritic, і його матеріали публікує Time.
У 2021 році Consequence of Sound запустили редизайн свого веб-сайту та провели ребрендинг на Consequence.